# Pedro Muñoz
Pedro Muñoz és un municipi de la província de Ciudad Real a la comunitat autònoma de Castella-La Manxa. Limita al nord amb El Toboso, a l'oest amb Campo de Criptana, a l'est amb Mota del Cuervo i Las Mesas i al sud amb Socuéllamos i Tomelloso.

## Personatges il·lustres
- Alejandro Muñoz Pulpón, ciclista.
- Federico Rafael Soriano Cañas, escriptor i poeta.
- Bernabé Ramos Ramírez de Arellano, pintor.
- Josep Lluís Laguía i Martínez, ciclista.
- José Manuel Exojo Mena, pintor.
- José Manuel Rodríguez Carretero, polític.
- Juan Mayordomo, refundador del poble.
- Juande Ramos, entrenador de futbol.
- Rosa Rosado, locutora de ràdio.
- Santiago Garci, pintor.

## Administració
| Període      | Nom de l'alcalde/-essa       | Partit polític                                                          | Data de possessió |
| ------------ | ---------------------------- | ----------------------------------------------------------------------- | ----------------- |
| 1979 - 1983  | Antonio Delgado Pulpón       | UCD                                                                     | 19/04/1979        |
| 1983 - 1987  | Antonio Delgado Pulpón       | Asociación Provincial Independiente, API, en coalició amb AP.           | 28/05/1983        |
| 1987 - 1991  | Pedro Luis Fernández Peinado | Aliança Popular (Partit Popular des de 1989) en coalició smb CDS i PDP. | 30/06/1987        |
| 1991 - 1995  | José Ortiz Bascuñana         | PSOE                                                                    | 15/06/1991        |
| 1995 - 1999  | José Ortiz Bascuñana         | PSOE, en coalició amb IU.                                               | 17/06/1995        |
| 1999 - 2003  | Ángel Exojo Sánchez-Cruzado  | Partit Popular                                                          | 03/07/1999        |
| 2003 - 2007  | Ángel Exojo Sánchez-Cruzado  | Partit Popular                                                          | 14/06/2003        |
| 2007 - 2011  | Ángel Exojo Sánchez-Cruzado  | Partit Popular                                                          | 16/06/2007        |
| 2011 - 2015  | n/d                          | n/d                                                                     | 11/06/2011        |
| 2015 - 2019  | n/d                          | n/d                                                                     | 13/06/2015        |
| 2019 - 2023  | n/d                          | n/d                                                                     | 15/06/2019        |
| Des del 2023 | n/d                          | n/d                                                                     | 17/06/2023        |